# Piper Style
Piper Style è un album compilation contenente brani beat e pop rock di band italiane in stile Piper Club. L'album fu pubblicato dalla Durium nel 1966.

## Tracce

### Side A
1. I Kings - Trovane Un Altro
2. Little Tony - Candy Man
3. Mario Zelinotti - Mai Più Ti Cercherò (I Ain't Gonna Cry No More)
4. Renata Pacini - In Nome Dell'Amore (Stop, In The Name Of Love)
5. Fausto Papetti - Georgia Of My Mind
6. Riccardo Rolli - La Strada (Across The Street)

### Side B
1. I Kings - Fai Quello Che Vuoi (Time Is On My Side)
2. Little Tony - Non È Normale (It's No Unusual)
3. Mario Zelinotti - Um Um Um Um
4. Le Snobs - Sha - La La La La
5. Fausto Papetti - Danny Boy
6. Le Tigri - If You Don't Want